# 池田市
池田市（日语：／ Ikeda shi */?）是位於日本大阪府西北部的城市，轄區成南北細長狀。北部位於北攝山系，南部位於猪名川的沖積平原。位於北部山區中的細河地區為日本主要的庭園樹木產地之一，大阪國際機場位於轄區最南端與豐中市、伊丹市的交界處，日本汽車公司大發工業的總公司也位於此區域。

## 歷史
現在的池田市轄區在令制國時代屬於攝津國豐島郡，而主要市區過去被稱為「吳服」，再平安時代後期也設立了莊園－吳庭莊，一直到14世紀末此地成為攝津池田氏的勢力範圍後，才開始使用「池田」作為地名。
南北朝時代在此建立了池田城作為其主要據點，戰國時代末期荒木村重取代池田氏，此地成為其勢力範圍，但由於其之後將主要據點遷移至有岡城，池田便成為以商業性質為主的聚落。
江戶時代南部現今主要市區的部分成為麻田藩的領地，其他大部分區域則成為幕府的直屬或旗本的領地，當時麻田藩的藩廳陣屋雖然攝於現在豐中市的轄區內，但其主要領地大都位於現今池田市轄區內；19世紀末明治維新之後，這些區域曾先後隸屬大坂裁判所司農局、大阪府司農局、大阪府北司農局、攝津縣、豐崎縣、兵庫縣、麻田縣，直到1871年的第一次府縣整併中才全數併入大阪府。
1889年實施町村制時，現在的池田市範圍在當時分屬細河村、池田町、秦野村、北豐島村4個行政區劃，1935年這其餘三個行政區劃被併入池田町，四年後1939年池田町升格為池田市。

### 變遷表
| 1889年4月1日 | 1889年 - 1912年 | 1912 - 1944年            | 1912 - 1944年              | 1945年 - 1954年            | 1955年 - 1988年            | 1989年 - 现在              | 现在                       |
| ------------ | --------------- | ------------------------ | -------------------------- | -------------------------- | -------------------------- | -------------------------- | -------------------------- |
| 池田町       | 池田町          | 池田町                   | 1939年4月29日 改制為池田市 | 1939年4月29日 改制為池田市 | 1939年4月29日 改制為池田市 | 1939年4月29日 改制為池田市 | 1939年4月29日 改制為池田市 |
| 细河村       | 细河村          | 1935年8月10日 併入池田町 | 1939年4月29日 改制為池田市 | 1939年4月29日 改制為池田市 | 1939年4月29日 改制為池田市 | 1939年4月29日 改制為池田市 | 1939年4月29日 改制為池田市 |
| 秦野村       |                 | 1935年8月10日 併入池田町 | 1939年4月29日 改制為池田市 | 1939年4月29日 改制為池田市 | 1939年4月29日 改制為池田市 | 1939年4月29日 改制為池田市 | 1939年4月29日 改制為池田市 |
| 北丰岛村     |                 | 1935年8月10日 併入池田町 | 1939年4月29日 改制為池田市 | 1939年4月29日 改制為池田市 | 1939年4月29日 改制為池田市 | 1939年4月29日 改制為池田市 | 1939年4月29日 改制為池田市 |

## 行政

### 歷任市長
| 屆    | 姓名       | 上任時間                     |
| ----- | ---------- | ---------------------------- |
| 1     | 藤阪寅次郎 | 1939年8月〜1940年12月        |
| 2     | 北村貞次   | 1941年3月〜1946年8月         |
| 3     | 井上道夫   | 1946年10月〜1946年11月       |
| 4-10  | 武田義三   | 1947年4月〜1975年4月         |
| 11-15 | 若生正     | 1975年5月〜1995年4月         |
| 16-19 | 倉田薫     | 1995年5月〜2011年11月        |
| 20    | 小南修身   | 2011年12月〜2015年11月       |
| 21    | 倉田薫     | 2015年12月〜2019年4月22日    |
| 22    | 冨田裕樹   | 2019年4月22日〜2021年7月30日 |
| 23    | 瀧澤智子   | 2021年8月29日〜現任          |

## 交通

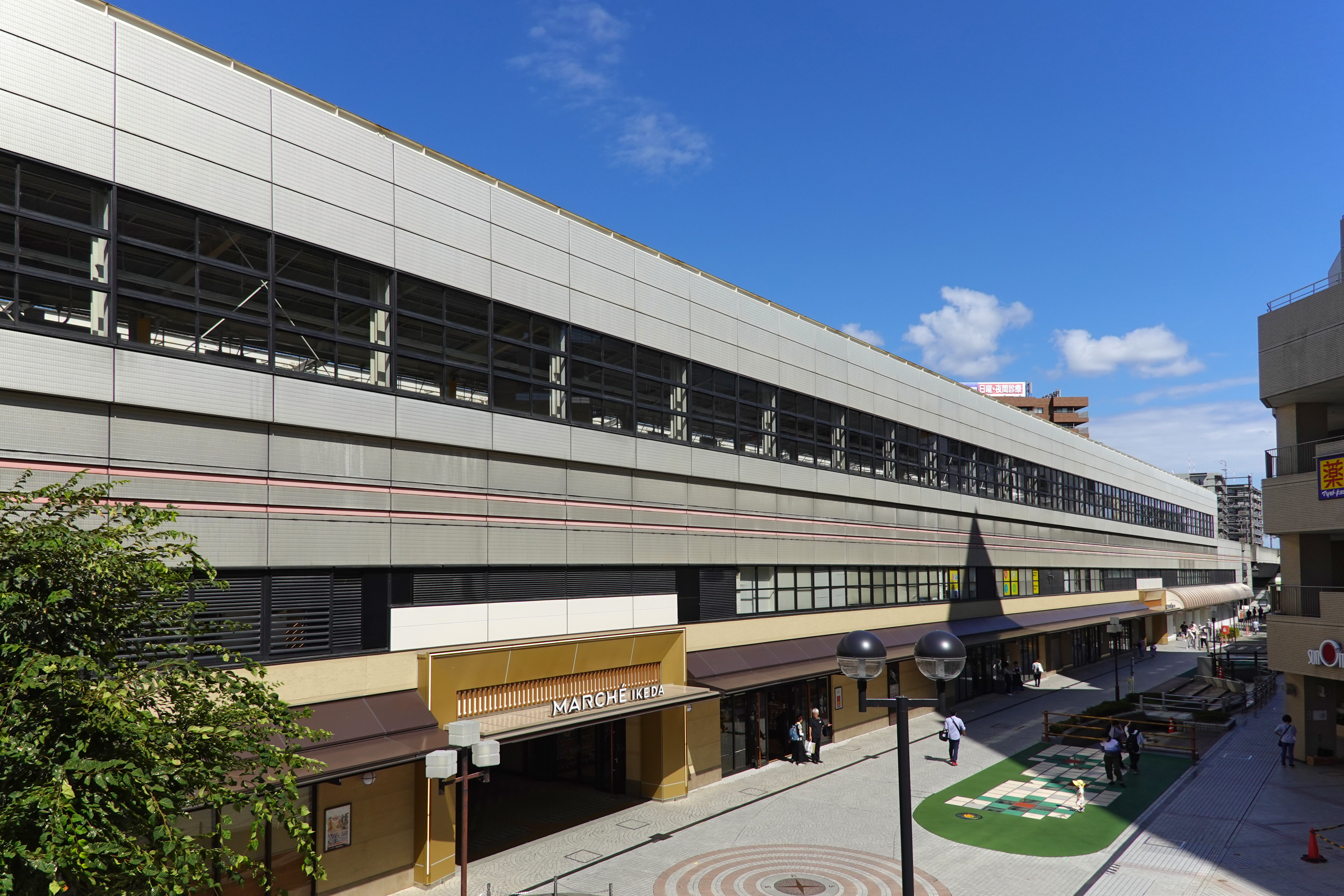
池田車站

通稱為「伊丹機場」的大阪國際機場位於市區南側，過去由於機場噪音地方曾主張遷移機場，但在關西國際機場啟用，大阪國際機場用量大幅降低後，現在當地反而是希望能加強大阪國際機場的功能。
市內最主要的鐵路是阪急電鐵寶塚本線，以東南－西北方向通過南部的主要市區，其中石橋阪大前站也是通往東側箕面市的箕面線起點車站。
西日本旅客鐵道福知山線上有個川西池田車站，位於池田市轄區西側外約700公尺處，車站雖然站名有「池田」，但實際上是位於川西市；這是由於1893年該車站做為攝津鐵道的終點站建站之初，車站原本是位於現址東邊靠近豬名川吳服橋附近，出站穿過吳服橋即抵達位於對岸的池田町（現在的池田市），由於當時池田町遠比車站所在地的川西村（現在的川西市）繁榮，因此最初車站直接被命名為「池田車站」。1897年由於鐵路路線決定改往西邊的小濱村（現在的寶塚市）方向延伸，因此車站也往西遷移；此後隨著川西地方的繁榮，當地居民開始希望車站能使用地名更名為「川西車站」，但遭到池田市居民的反對，最終在1951年才折衷使用「川西池田車站」的名稱。
轄內的客運則主要依賴阪急巴士所經營的路線。

### 鐵路
阪急電鐵
- 寶塚本線：（←豐中市） - 石橋阪大前站 - 池田站 - （川西市→）
- 箕面線：石橋阪大前站 - （箕面市）

### 道路
高速道路
- 中國自動車道：（豐中市） - 中國池田IC - （川西市）
- 阪神高速11號池田線：（豐中市） - 池田出入口（日语：池田出入口） - 神田出入口（日语：神田出入口） - （川西市）

一般國道
- 國道171號、國道173號、國道176號、國道477號

府道
- 大阪府道2號大阪中央環状線、大阪府道9號箕面池田線、大阪府道10號・兵庫縣道100號大阪池田線、大阪府道11號大阪國際空港線

## 觀光資源

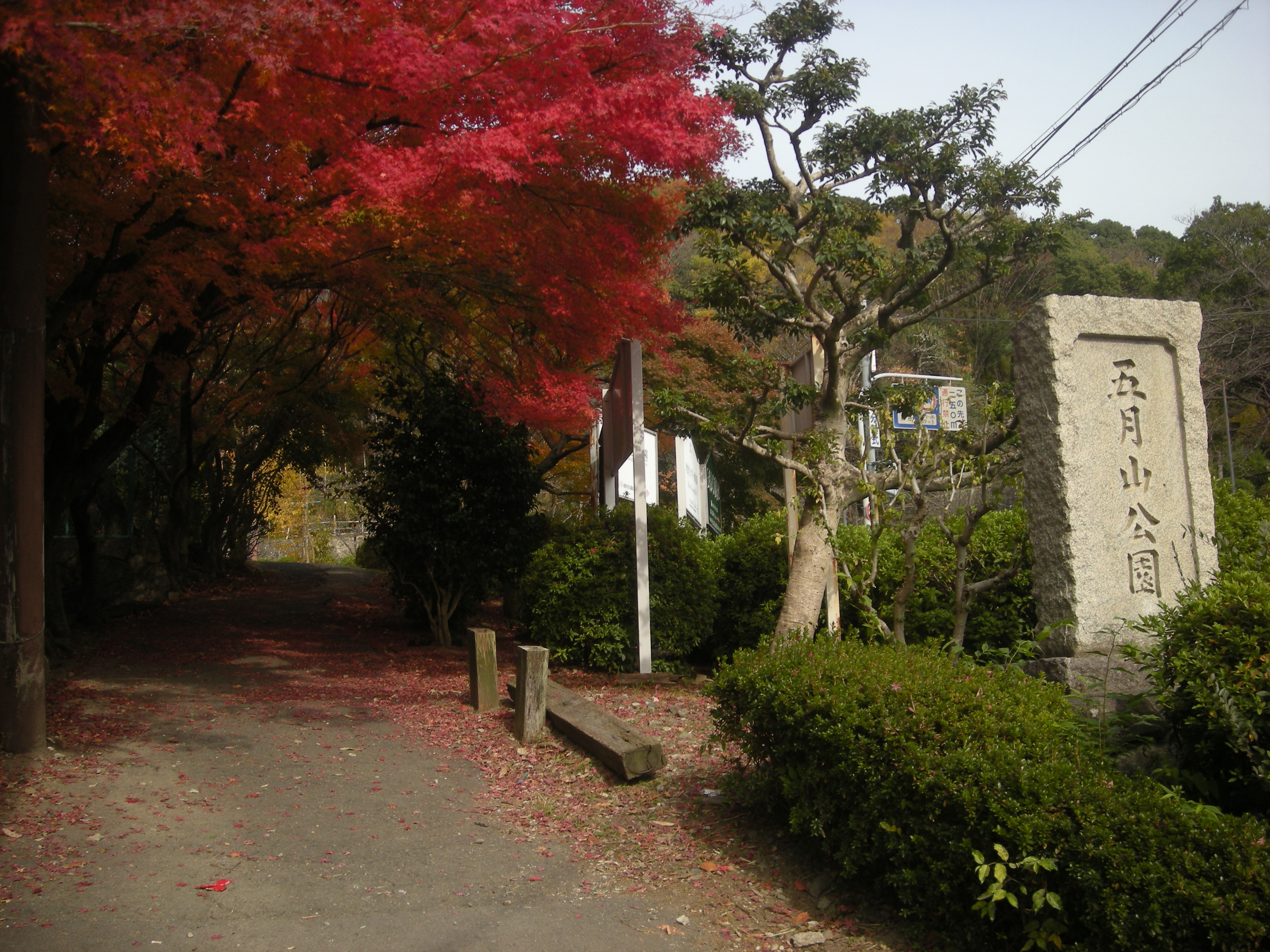
五月山公園

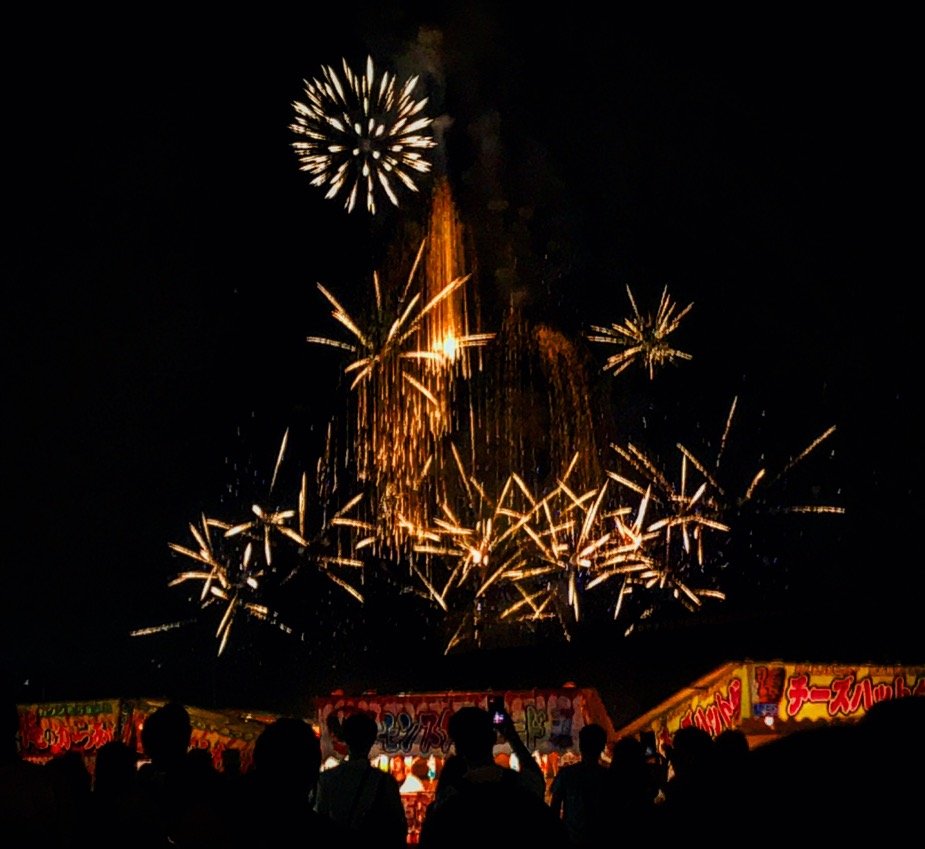
2018年的豬名川花火大會

位於北部五月山南側設有大型的五月山公園，園內的展望台可以眺望大阪平原，園中也設有池田市立五月山動物園。
此外由於原名吳百福有「速食麵之父」稱號的安藤百福在日本時就是住在池田市，後來也獲得池田市名譽市民的榮譽，在1999年為了紀念其功績，設立了「即食麵發明紀念館」；2017年由於為了與位於橫濱市的「安藤百福發明紀念館」統一名稱，更名為「安藤百福發明紀念館 大阪池田」。
每年8月18日，在與川西市交界的豬名川上，兩個城市會共同舉辦豬名川花火大會。

## 教育
轄內無高等教育學校，大阪教育大學在此設有大阪教育大學附屬高等學校池田校舎、大阪教育大學附屬池田中學校、大阪教育大學附屬池田小學校。

## 姊妹、友好城市

### 日本
- 鳥取市（鳥取縣）
- 全國池田高峰會
  - 池田町（北海道）
  - 池田町（福井縣）
  - 池田町（德島縣）：已於2006年3月1日合併為三好市
  - 池田町（香川縣）：已於2006年3月21日合併為小豆島町。
  - 池田町（岐阜縣）
  - 池田町（長野縣）

### 海外
- 朗瑟士敦（澳大利亞塔斯馬尼亞州）
1965年11月成為姉妹都市[8]
- 蘇州市（中國江蘇省）
1981年成為友好都市[8]

## 本地出身之名人
演藝界
- 田中裕子：演員
- 大鳥麗：舞台演員
- 石坂千尋：寫真偶像、演員
- 永井一郎：演員

企業界
- 安藤百福：速食麵發明人，出生於台灣，後定居於池田市
- 小林一三：阪急電鐵、東寶、寶塚歌劇團創辦人，晚年定居於此市的自宅「雅俗山莊」，逝世後故居改建為逸翁美術館。

藝文
- 森山大道：攝影師
- 若木民喜：漫畫家

學術
- 中西寬：政治學者
- 河田聰：物理學者

體育
- 谷田絹子：排球選手
- 中西悠子：游泳選手

政治
- 直嶋正行：政治人物

## 外部連結
- （日語） 池田市觀光協會
- （日語） 池田市的Facebook專頁